# Mesoleptus complacens
Mesoleptus complacens är en stekelart som först beskrevs av Forster 1876.  Mesoleptus complacens ingår i släktet Mesoleptus och familjen brokparasitsteklar. Inga underarter finns listade i Catalogue of Life.